# Arlberg Straßentunnel
De Arlberg Straßentunnel is een 13.976 meter lange verkeerstunnel en daarmee de langste wegtunnel in Oostenrijk. De tunnel maakt deel uit van de Arlberg Schnellstraße en verbindt Langen am Arlberg (gemeente Klösterle, Vorarlberg) met Sankt Anton am Arlberg (Tirol).
De tunnel werd aangelegd omdat het verkeer over de Arlbergpas te druk werd en de bestaande Arlbergstraße qua capaciteit ontoereikend werd. De bouw begon op 5 juli 1974, de doorbraak onder het Arlberggebied door werd bereikt op 9 oktober 1977 en op 1 december 1978 werd de tunnel, bestaande uit één buis, vrijgegeven voor het verkeer. De autotunnel is, in tegenstelling tot andere delen van de Arlberg Schnellstraße, enkelbaans. De kosten van de bouw bedroegen omgerekend ongeveer driehonderd miljoen euro.
Eigenlijk bestaat de tunnel uit twee tunnelschachten, aangezien de tunnel aan Tiroler zijde nog wordt doorkruist door de kloof Rosannaschlucht, alvorens de tunnel het eigenlijke massief richting Vorarlberg doorboort.
Voor het gebruik van de tunnel wordt tolgeld geheven. In januari 2018 wordt voor de passage van de tunnel € 11,50 in rekening gebracht.
In november 2024 werd de tunnel opnieuw geopend na zes maanden moderniseringswerken. 

## Veiligheid
Zoals al eerder genoemd in dit artikel bestaat de Arlbergtunnel uit slechts één buis. Dit is vanuit de huidige veiligheidseisen niet gewenst. Omdat parallel aan de Arlbergautotunnel de Arlbergspoortunnel is gelegen zijn door de AsFinAG en de ÖBB tussen beide tunnels in totaal acht verbindingstunnels gemaakt. In geval van een ongeval of calamiteit in een van de beide tunnels kan de andere tunnel als toegang voor hulpverleners en als vluchtweg worden gebruikt.
Deze voorzieningen zijn in het voorjaar van 2008 in gebruik genomen. Op 9 augustus 2008 was een eerste grote rampenoefening, waarbij de brandweer en autoriteiten van Tirol en Vorarlberg samenwerkten.